# Joseph Lorich
Joseph Lorich (* frühes 16. Jahrhundert; † 1574 in Kassel) war ein deutscher Hochschullehrer und Jurist.

## Leben
Lorich wurde als Sohn des Keller Johann Lorich in eine in der Region um Hadamar herum einflussreiche Gelehrten- und Beamtenfamilie geboren. In späteren Jahren nutzte er meist den latinisierten Namen Josephus Lorichius. Seine Brüder Gerhard Lorich und Reinhard Lorich schlugen ebenfalls die Gelehrtenlaufbahn ein, letzterer allerdings als protestantischer Theologe.
1543 war Lorich Professor für Geschichte an der Universität Marburg, zu einem unklaren Zeitpunkt zudem Lehrer am Pädagogium in Marburg. 1548 erfolgte ein Wechsel nach Kassel, wo er 1557 als Stadtschreiber und kaiserlicher Notar erwähnt wird; ein Amt, das er bis zu seinem Tod 1574 innehatte. 1567 bestellt ihn Landgraf Philipp II. (Hessen-Rheinfels) zum Rat und Diener am Gericht in Kassel.
Joseph Lorich wird gemeinhin als katholisch geführt, was aber verbunden mit seiner Lehrtätigkeit an der protestantischen Universität Marburg zumindest ungewöhnlich wäre.